# Kaispeicher
Ein Kaispeicher ist ein Gebäude, bei dem durch seine Lage an einem Kai größere Schiffe, insbesondere Seeschiffen, direkt anlegen und Waren eingelagert werden konnten. Sie standen damit im Gegensatz zu anderen Speichern, die erst nach einem Umschlag über Kaischuppen und Wagen- bzw. Bahntransport über den Landweg oder nach der Umladung auf Schuten oder Ewer über den Wasserweg gefüllt wurden.
Die bekanntesten ehemaligen Kaispeicher liegen im Hamburger Hafen, in der heutigen HafenCity. Der Kaispeicher A stand auf einem Höft zwischen Sandtorhafen und Grasbrookhafen und wurde zur 2016 eröffneten Elbphilharmonie umgebaut. Der Kaispeicher B am Magdeburger Hafen beherbergt das Maritime Museum. Es ist Hamburgs ältestes Bauwerk im Freihafen und wurde 1878/79 nach Plänen der Architekten Wilhelm Emil Meerwein und Bernhard Georg Hanssen errichtet. Weitere Kaispeicher entstanden in den Häfen von Altona und Harburg, beispielsweise der Altonaer Kaispeicher.